# Karl I av Portugal
Karl I, Don Carlos Fernando Luís Maria Victor Miguel Rafael Gabriel Gonzaga Xavier Francisco de Assis José Simão av Braganza, född 28 september 1863, dödad vid ett attentat den 1 februari 1908; kung av Portugal från 1889 till sin död.

## Biografi
Karl I var son till Ludvig I av Portugal och prinsessan Maria Pia av Italien (1847–1911; dotter till kung Viktor Emanuel II av Italien.

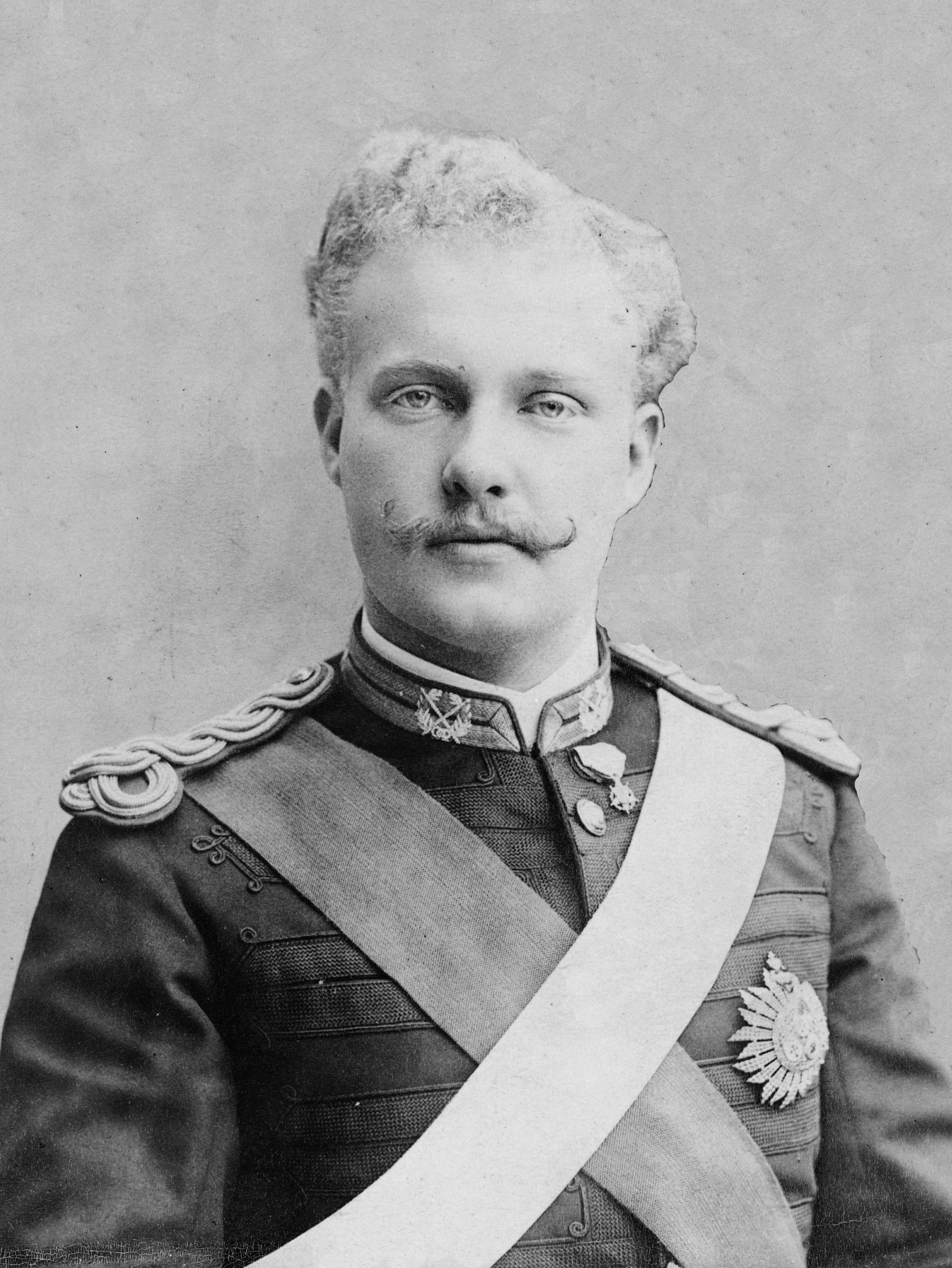
Karl I av Portugal, 1886.

Han upplevde stora svårigheter och motgångar som regent, bland annat på grund av den växande republikanska rörelsen och att landets ekonomi blev allt sämre. För att få till stånd en lösning på problemen utnämnde han 1906 João Franco till ministerpresident. Denne styrde landet på ett i det närmaste diktatoriskt sätt vilket ännu mer ökade republikanernas agitation.
År 1907 genomförde Karl I en statskupp och införde envälde.
Han mördades, tillsammans med sin äldste son Luis Filipe, vid ett attentat när de färdades i kortege, och efterträddes av sin yngre son Manuel II av Portugal.

## Familj
Gift den 22 maj 1886 med Amélie av Bourbon-Orléans (1865–1951) dotter till Ludvig Filip, greve av Paris.
Barn
1. Ludvig Filip (född 21 mars 1887, död 1 februari 1908)
2. Maria Anna (död strax efter födseln den 14 december 1888)
3. Manuel II av Portugal (född 19 mars 1889, död 2 juli 1932)